# Tinder
Tinder (МФА:[ˈtɪndə ]) — популярное частично платное приложение для мобильных платформ Android и iOS, предназначенное для романтических знакомств в соответствии с заданными параметрами и с учётом геолокации. Возможно подключение профиля через Facebook, аккаунт Google или даже по номеру телефона. Управляется североамериканской корпорацией Match Group.
Приложение имеет разное позиционирование в разных странах, в основном используется мужчинами для поиска «краткосрочных отношений» и секса без обязательств. По состоянию на 2022 год является вторым по популярности в Европе приложением для поиска отношений, уступая лишь Badoo.
Основными действиями в приложении являются пролистывания — «свайпы» (проведение пальцем в горизонтальном направлении): пользователю показывают фотографии и краткие биографии кандидатов (имя и возраст), и пользователь может провести вправо, если считает совпадение удачным (ряд пользователей никогда не пролистывает влево). Если два пользователя отметили друг друга как удачные совпадения, они могут начать общение и договориться о встрече.В приложении присутствует премиум-подписка, сильно улучшающая взаимодействие с приложением, а также алгоритмы приложения могут сами подбирать для вас пару и автоматически производить свайпы при схожих интересах.

## История развития
Приложение создано студией Hatch Labs в сентябре 2012 года.
В январе 2014 года количество оценок профилей в день составляло около 450 млн, рост пользователей достигал 15% в неделю.
В марте 2015 началась принудительная монетизация пользовательской базы: появились дополнительные платные функции и ограничения на количество бесплатных лайков. Платные услуги требуются для расширения возможностей и объёмов. Приложение нацелено на миллениалов. На 3-й квартал 2016 года ARPU компании от Tinder составлял, вероятно, менее 50 центов США.
С ноября Tinder формирует скрытый рейтинг Эло по улучшенным алгоритмам, выдавая совпадения среди близких по уровню пользователей (ряд СМИ назвал явление «сегрегацией»).
На середину 2016 года приложение находится на первых местах по количеству загрузок в AppStore более чем в 30 странах. В США приложение скачано более 40 млн раз.
Осенью 2018 года создатели приложения сделали невозможным его использование без привязки к номеру телефона. Множество пользователей покидает Tinder.
Некоторые СМИ обвиняют приложения Tinder и Grindr в росте заболеваемости (эпидемии) сифилисом и ВИЧ, ссылаясь на заявления Минздрава малого штата Род-Айленд и Британии, неназванных экспертов ООН, и т. п., но не указывая данных научных исследований, которые бы доказывали какую-либо причинно-следственную связь между приложением и заболеваниями. Корпорация Tinder предпринимает юридические шаги, направленные на прекращение бездоказательных обвинений, размещаемых публично различными НКО, в частности, в Лос-Анджелесе с целью защиты собственной репутации.
20 января 2020 года сервис анонсировал функцию «тревожной кнопки» на основе алгоритмов Noonlight.
В июне 2021 года сервис добавил функцию Block Contacts, которая позволяет блокировать пользователей по номеру телефона. Для этого нужно загрузить свои телефонные контакты, чтобы выбрать определённых людей.
Функция доступна в «Настройках» в пункте «Заблокировать контакты». Пользователи могут указать, какие из своих контактов они бы предпочли не видеть или которые не видели бы их в Tinder. Независимо от того, являются ли эти контакты уже в Tinder или зарегистрируются в приложении позже, они не будут отображаться как потенциальные совпадения.
Новинку успели протестировать в Индии, Корее и Японии — под блок попались в среднем около 10 человек.
С декабря 2021 года пользователи приложения могут поставить любимую музыку в свой профиль так, что когда другому человеку будет выпадать их анкета, то ему будет сразу проигрываться этот музыкальный трек.
Пока что эта опция находится в тестовом режиме, но вскоре будет доступна пользователям по всему миру.
В начале февраля 2023 года разработчики приложения ввели режим инкогнито, который позволит скрывать свой профиль и действия в сервисе для определенных пользователей. Его можно использовать для просмотра анкет, не отображаясь в ленте рекомендаций этих пользователей. Однако новый режим просмотра анкет доступен только для пользователей с платным доступом, то есть подписчикам Tinder Plus, Gold или Platinum.
Компания Match Group, владеющая Tinder, объявила, что с 15 февраля 2024 года сервис перестанет работать на территории Белоруссии. Официальные причины при этом не разглашаются
Сервис онлайн-знакомств Tinder внедрил в свое приложение игру на базе искусственного интеллекта (ИИ) от OpenAI, которая поможет людям тренировать навыки флирта. В игре под названием The Game пользователи смогут отрабатывать сценарии знакомств и получать рекомендации по улучшению навыков общения.

## В России
Приложение Tinder было популярно у спортсменов и жителей Олимпийской деревни во время зимних Олимпийских игр 2014 года в Сочи.
31 мая 2019 года Роскомнадзор внёс в реестр организаторов распространения информации (ОРИ) компанию Match Group, LLC, которая владеет этим сервисом.
В 2021 году Tinder занял первое место в России по размеру трат пользователей в приложениях знакомств, по данным платформы AppAnnie, обогнав ранее лидирующую социальную сеть «Одноклассники».
2 мая 2023 года, на фоне вторжения России на Украину, Tinder объявил об уходе из России с 30 июня 2023 года.

## Причины успеха
Экономисты объясняют выдающийся успех компании тем, что она была среди пионеров т. н. платформенной экономики.